# Ото V (Текленбург)
Вижте пояснителната страница за други личности с името Ото V.
Ото V фон Текленбург (на немски: Otto V von Tecklenburg; * 1301 † 4 май 1328) от род Бентхайм е от 1307 г. до смъртта си 1328 г. граф на Текленбург.

## Произход и наследство
Той е син на граф Ото IV фон Текленбург († 1307) и съпругата му Беатрикс фон Ритберг († 1312/1325), дъщеря на граф Фридрих I фон Ритберг и Беатрикс фон Хорстмар.
Наследен е от сестра му Рихардис († ок. 1327), омъжена за граф Гунцелин VI граф на Шверин († 1327), която е майка на Николаус I фон Шверин и баба на Ото VI фон Текленбург.

## Фамилия
Ото V се жени през 1316 г. за Кунигунда ван Дале, дъщеря на граф Вилем ван Дале и съпругата му Рихарда фон Арнсберг, дъщеря на граф Лудвиг фон Арнсберг-Ритберг († 1313). Те нямат деца.
Вдовицата му Кунигунда се омъжва втори път за Вилхелм III, господар на Бокстел († ок. 1372).